# له‌دراز (لردگان)
له‌دراز میلاس روستایی از توابع بخش مرکزی شهرستان لردگان در استان چهارمحال و بختیاری ایران است.
جایی بسیار خوشش آب هوا است
لر تبار و زبان لری دارند
شغل کشاورزی و دامپرور و تاجر و پیمانکار هستند
از ایل کهن و فرهیخته میلاسی هستند

## جمعیت
این روستا در دهستان میلاس قرار دارد و براساس سرشماری مرکز آمار ایران در سال ۱۳۸۵، جمعیت آن ۴۸۵ نفر (۸۷خانوار) بوده است.